# NGC 6925
NGC 6925 este o edge-on galaxy⁠(d) situată în constelația Microscopul. A fost descoperită în 31 iulie 1834 de către John Herschel. Se află la o distanță de 29,79 de megaparseci de Pământ.